# Charles de Hesse-Wanfried
Charles de Hesse-Wanfried (19 juillet 1649, au Château de Rheinfels;  3 mars 1711 à Schwalbach), est un landgrave de Hesse-Wanfried. Il est le second fils du comte Ernest Ier de Hesse-Rheinfels et Marie Éléonore de Solms-Liche.

## Biographie
Après un différend sur l'héritage du landgraviat de Hesse-Rheinfels-Rotenbourg, Charles reçoit Hesse-Eschwege en 1667. Il s'installe à Wanfried et fonde la lignée Catholique de Hesse-Wanfried. Il utilise le château de Wanfried comme lieu de résidence, car le château d'Eschwege a été promis au duc de Brunswick-Bevern, également en 1667.

## Mariages
Charles épouse en premières noces Sophie-Madeleine de Salm, fille du comte Eric Adolphe de Salm-Reifferscheid et sa femme Madeleine de Hesse-Cassel. Sophie-Madeleine est morte en 1675, lors d'un voyage à Venise. 
Charles se remarie avec Alexandrine Julienne de Leiningen, fille du comte Emich XIII de Leiningen et la veuve du comte Georges III de Hesse-Itter. Elle est décédée le 19 avril 1703 et est enterrée dans le caveau de la famille dans le Hülfensberg à Wanfried.
Charles est décédé en 1711 et est remplacé en tant que landgrave de Hesse-Wanfried par son fils Guillaume II. Après la mort de ce dernier en 1731, il est remplacé par le demi-frère de celui-ci, Christian, qui est mort sans enfants en 1755, mettant ainsi fin à la lignée de Hesse-Wanfried.

## Descendance
De son mariage avec Sophie-Madeleine de Salm :
- Charles Ernest Adolphe de Hesse Wanfried (8 octobre 1669, décembre 1669)
- Anne Marie Éléonore de Hesse Wanfried (13 octobre 1670;  janvier 1671)
- Guillaume II de Hesse-Wanfried-Rheinfels "le Jeune" (25 août 1671 à Langenschwalbach; 1 avril 1731 à Paris), landgrave de Hesse-Wanfried-Rheinfels
- Frédéric de Hesse Wanfried (17 Mai 1673; 25 octobre 1692), chanoine à Cologne, est mort lors d'une visite à l'Évêque de Gyor en Hongrie
- Philippe de Hesse Wanfried (juin 1674; 28 août 1694)

De son mariage avec Alexandrine Julienne de Leiningen:
- Charlotte-Amélie de Hesse-Wanfried (8 mars 1679 à Wanfried, 8 février 1722 à Paris), mariée le 26 septembre 1694 à Cologne avec François II Rákóczi (27 Mars 1676; 8 avril 1735), prince de Transylvanie
- Ernest de Hesse Wanfried (20 avril 1680 à Wanfried, 24 juin 1680 ibid), enterré dans le Hülfensberg
- Sophie Léopoldine de Hesse Wanfried (Wanfried, 17 juillet 1681- Wetzlar, 18 avril 1724), mariée à Wetzlar le 12 juin 1700 avec Philippe Charles Gaspard de Hohenlohe Bartenstein (28 septembre 1668 - 15 janvier 1729). Leur fille Marie Françoise de Hohenlohe-Bartenstein a épousé son oncle Christian ; leur autre fille Léopoldine de Hohenlohe, épouse François Hugo de Nassau Siegen.
- Charles Alexandre de Hesse Wanfried (6 novembre 1683 à Wanfried, février 1684 à Boppard)
- Marie Anne Jeanne de Hesse Wanfried (8 janvier 1685 à Wanfried, 11 juin 1764 à Erfurt)
- Marie Thérèse Josepha Élisabeth de Hesse Wanfried (5 avril 1687, 9 septembre 1689)
- Christine Françoise Polyxène de Hesse Wanfried (23 mai 1688, 17 juillet 1728), mariée le 28 février 1712 avec Dominique-Marquard de Löwenstein-Wertheim-Rochefort
- Christian de Hesse-Wanfried-Rheinfels (17 juillet 1689 à Wanfried, 21 octobre 1755 à Eschwege), le dernier Landgrave de Hesse-Wanfried-Eschwege et de la Hesse-Rheinfels
- Julienne Élisabeth Anne Louise de Hesse Wanfried (20 octobre 1690 à Wanfried; 13 juillet 1724), mariée le 6 janvier 1718 à Wanfried avec le comte Christian Otto de Limbourg-Styrum (25 mars 1694; 24 février 1749)
- Marie de Hesse Wanfried (31 août 1693)
- Éléonore Bernardine de Hesse Wanfried (21 février 1695; 14 août 1768 à Francfort), mariée en juin 1717 avec le comte Hermann Frédéric de Bentheim-Bentheim